# 斯氏小鯷
斯氏小鯷（学名：Anchoa scofieldi）為輻鰭魚綱鲱形目鳀科的其中一種，分布於中東太平洋區的墨西哥海域，棲息深度可達50公尺，本魚體延長，吻長度約3/4眼徑，臀鰭中位，體側具一條窄的銀色條紋，臀鰭軟條21-25條，體長可達6.2公分，喜群游，棲息在沿海，以浮游生物為食。

## 擴展閱讀
維基物種上的相關：斯氏小鯷